# Чхве Ги Су
Чхве Ги Су (кор. 최기수; род. 11 мая 1970) — южнокорейский боксёр, представитель первой средней и полутяжёлой весовых категорий. Выступал за национальную сборную Южной Кореи по боксу в 1988—2002 годах, серебряный призёр Азиатских игр, обладатель серебряной и бронзовой медалей чемпионатов Азии, победитель и призёр турниров международного значения, участник двух летних Олимпийских игр. Ныне — тренер по боксу.

## Биография
Чхве Ги Су родился 11 мая 1970 года.
Впервые заявил о себе в боксе на международной арене в сезоне 1988 года, когда вошёл в состав южнокорейской национальной сборной и выступил на международном турнире Intercup в Карлсруэ.
В 1991 году боксировал в первой средней весовой категории на чемпионате мира в Сиднее, уже в 1/16 финала досрочно в третьем раунде проиграл титулованному кубинцу Хуану Карлосу Лемусу.
В 1992 году завоевал серебряную медаль на чемпионате Азии в Бангкоке, уступив в решающем финальном поединке первого среднего веса индонезийцу Хендрику Симанунсону. Благодаря череде удачных выступлений удостоился права защищать честь страны на летних Олимпийских играх в Барселоне, однако уже в первом бою категории до 71 кг со счётом 0:3 потерпел поражение от представителя Нидерландов Орхана Делибаша и сразу же выбыл из борьбы за медали.
После достаточно длительного перерыва в 2000 году Чхве вернулся в сборную Южной Кореи в качестве боксёра полутяжёлого веса, в частности выиграл серебряную медаль на домашнем Кубке Сеула. Он принимал участие в Олимпийских играх в Сиднее, но вновь значительных успехов не добился — в 1/16 финала категории до 81 кг со счётом 9:11 проиграл индийцу Гурчарану Сингху.
В 2002 году выступил на домашних Азиатских играх в Пусане, где стал серебряным призёром — в финале уступил узбеку Икрому Бердиеву. Кроме того, в этом сезоне побывал на азиатском первенстве в Серембане, откуда привёз награду бронзового достоинства.
Завершив спортивную карьеру, занялся тренерской деятельностью.